# La mano (film 1981)
La mano (The Hand) è un film del 1981 scritto e diretto da Oliver Stone.
«Oggi posso dire che La mano, per essere il mio primo film per uno studio hollywoodiano, fu il più difficile e autolesionista che potessi girare, e che con esso mi ero cacciato, senza rendermene conto, in un ginepraio.» Oliver Stone

## Trama
L'artista di fumetti John Lansdale (Michael Caine) si è troncato la mano destra in un incidente d'auto. Questa mano torna a perseguitarlo per spingerlo a commettere crimini... o è la sua mano troncata che è dotata di vita e si rivela un'estensione dei suoi pensieri?

## Produzione
Il film è stato girato fra mille difficoltà per via proprio degli effetti legati alla mano mancante del protagonista. Fra il cast tecnico che si è occupato degli effetti speciali del film ricordiamo l'italiano Carlo Rambaldi che si è occupato proprio di rendere realistica la mano di John Lansdale. Il film è stato girato in America (Big Bear Lake, Big Bear Valley, San Bernardino National Forest, California).

## Curiosità
Michael Caine ha dichiarato in un'intervista televisiva che l'unica ragione per cui ha girato "The Hand" è stata quella di guadagnare abbastanza soldi per dare un anticipo per un nuovo garage.